# Juan Bautista Arriaza y Superviela
Juan Bautista Arriaza y Superviela (Madrid, 1770 — Madrid, 1837) (Madrid, 27 de febrer de 1770 - ibídem, 22 de gener de 1837) va ser un poeta espanyol del Neoclassicisme i de l'etapa de transició al Romanticisme. En la seva joventut va ser oficial de marina i partidari tota la seva vida de l'absolutisme de Ferran VII. És conegut sobretot pels seus poemes patriòtics de la Guerra de la Independència Espanyola i pel seu poema extens eròtic-festiu sobre la dansa Terpsícore o las gracias del baile.

## Biografia
Fill tercer d'Antonio de Arriaza y Orejón, un militar d'alta graduació d'infanteria i Teresa Superviela y Leytiri, d'origen italo-francès, Juan Bautista Arriaza va ser batejat el mateix dia del seu naixement en la parròquia de San Sebastián de Madrid. Va cursar els seus estudis primaris en el Col·legi de les Escola Pia de San Fernando del barri madrileny de Lavapiés. En 1781, va ingressar al Reial Seminari de Nobles per seguir estudis d'educació secundària en una institució que tenia encara present el magisteri de Jordi Joan i Santacília. A l'any següent marxa al Col·legi d'Artilleria de Segòvia on es desperta una vocació encaminada a l'Armada Reial i marxa per ingressar a la Companyia de Guardamarines de Cartagena en 1787 aconseguint el grau d'alferes de fragata en 1790. Serveix en la guerra contra França entre 1793 i 1795, any en què se signa la pau de Basilea. A causa de la seva actuació en el setge de Toló va ser ascendit en el transcurs d'aquestes hostilitats a alferes de navili en 1794.
En 1796, publica «La compasión», un himne fúnebre per a les exèquies del duc d'Alba i a l'any següent surt a la llum a París el seu primer llibre de versos titulat Primicias. Per aquesta època edita el seu poema «A las Bellas artes».
Al febrer de 1798 li és concedida la llicència per passar a la situació de retir al·legant problemes de vista. I, havent hagut de deixar la carrera militar, emprèn una altra diplomàtica. En 1803 es troba a Londres en aquesta qualitat, però la batalla de Trafalgar va acabar amb les bones relacions entre tots dos països i ha de tornar el 1805 a Madrid. Al novembre d'aquest mateix any escriu una obra sobre aquest combat titulada «La tempestad y la guerra». En 1807 publica una traducció en vers de l'Art poètica de Nicolás Boileau.
Més tard marxa a París per tornar a Espanya poc abans de l'Aixecament del 2 de maig de 1808 a Madrid. Fins a aquestes dates s'havia caracteritzat per una poesia lleugera, amorosa i d'estil Rococó, però amb els esdeveniments de 1808 comença a escriure entre aquest any i 1810 poesia patriòtica, típica d'aquelles circumstàncies bèl·liques, com la seva «Profecía de los Pirineos», que va inspirar a Francisco de Goya el seu quadre El colós (1808-1814), o «Recuerdos del Dos de Mayo». La seva poesia patriòtica va ser molt divulgada i es va transmetre oralment entre la resistència espanyola.
Després del suport d'Anglaterra a Espanya i el consegüent restabliment de les relacions entre els dos països, Arriaza torna a Londres el 1810 per exercir de nou les seves tasques diplomàtiques. Poc després de la seva arribada reuneix en un volum les seves Poesías patrióticas. Al següent any publica en edició bilingüe un escrit titulat «Observaciones sobre el sistema de guerra de los aliados en la Península Española» que va comerciejar per a la colònia espanyola nombrosos suports. També mana editar a Palma els seus Ensayos políticos.
Amb la restauració absolutista fernandina, Arriaza coneix el reconeixement oficial pel seu suport a la causa patriòtica i se'l nomena Acadèmic de la Llengua. També va ser escollit, el 1824, membre de la Reial Acadèmia de Belles Arts de Sant Ferran.

## Obra
En les seves idil·lis, anacreòntiques i epigrames segueix els motlles ja assajats per poetes neoclàssics anteriors del seu segle. Destaquen els seus sonets, composts amb gran facilitat i desimboltura, de temàtica amorosa i amb reminiscències de Garcilaso de la Vega i Lope de Vega com a "Perdí mi corazón. ¿Le habéis hallado?", "Crecido con las lluvias de repente..." o "Quédate adiós, ¡oh cristalina fuente!". Altres són de tema històric: A la batalla de Salamanca, Sentimientos de la España a tiempo de la partida de su legítimo rey el 1808, etcètera. L'elegia El dos de mayo el 1808 comença amb un pausat romanç heroic:
Silencio y soledad, fuentes ocultas / de la meditación; ¡con qué recuerdos / volvéis a contristar en estos días / de un fiel patriota el noble pensamiento!
Després prossegueix amb cuartetas hendecasíl·labes agudes aptes per a la declamació i el cant. El més recordat d'Arriaza són els poemes extensos, especialment els de tema didàctico-moral. Emilia, poema descritivo y moral té la finalitat d'"estimular l'afició a les Belles arts en una senyora de distinció, que agradava d'emprar el seu cabal en objectes de magnificència i gust, proporcionant ensenyament als nens orfes i pobres, dels quals es proposava treure artistes propis de la bona escola dels nostres antics mestres en escultura, pintura i arquitectura". Al costat d'aquest poema destaquen Las artes, Gusto y beneficencia i Terpsícore y las gracias del baile.
D'altra banda, Arriaza és autor d'altres poemes "d'imaginació" entre els quals es destaca el molt innovador i interessant La cavilación solitaria, on exposa en migo d'un meravellós locus amoenus lunar una filosofia pessimista i misantròpica.

## Edicions
- Primicias, 1796
- Arte poética, 1807 (traducció de L'Art poétique (1674) de Nicolás Boileau)
- Poesías patrióticas, 1810
- Poesías líricas, 1829
- Terpsícore o las gracias del baile, edició moderna a Las gracias del baile, Madrid, Héroe, 1936.